# Ozyptila patellibidens
Ozyptila patellibidens es una especie de araña cangrejo del género Ozyptila, familia Thomisidae.

## Distribución
Esta especie se encuentra en Israel e Irán.